# Seznam naučných stezek v okrese Pelhřimov
Seznam naučných stezek v okrese Pelhřimov zahrnuje naučné stezky, které jsou celé či alespoň svou částí na ploše okresu Pelhřimov.
| Název stezky                                   | Místo                | Založeno | Délka (km) | Počet zastavení | Fotka |
| ---------------------------------------------- | -------------------- | -------- | ---------- | --------------- | ----- |
| Březina (Humpolec)                             | Humpolec             | 2000     | 10         | 16              |       |
| Cestou starých soukenických mistrů Počáteckých | Počátky              |          | 2          | 5               |       |
| K pramenům Počátek                             | Počátky              |          | 7,5        | 5               |       |
| Křemešník                                      | Křemešník            | 2004     | 3          | 10              |       |
| Křížek v polích                                | Mladé Bříště         | 2016     | 1          | 5               |       |
| Městské sady                                   | Pelhřimov            | 2003     | 3          | 12              |       |
| Mozaika krajiny                                | Těchobuz             | 2007     | 2,5        | 6               |       |
| Otokara Březiny                                | Počátky              |          | 55         | 12              |       |
| Po pamětihodnostech Těchobuze                  | Těchobuz             |          | 3,5        | 10              |       |
| Po stopách historie                            | Humpolec             | 2006     | 4          | 10              |       |
| Sovova naučná stezka                           | Pacov, Lukavec       |          | 12         | 4               |       |
| Stezka po stavebních slozích v Pelhřimově      | Pelhřimov            | 2004     | 2,5        | 10              |       |
| Stezka poznání                                 | Kejžlice až Humpolec | 2012     | 130        | 52              |       |
| Stražiště                                      | Lukavec, Bratřice    |          | 6,5        | 3               |       |
| Vítězslava Nováka                              | Kamenice nad Lipou   | 2006     | 3          | 12              |       |